# Eucinostomus
Eucinostomus là một chi trong họ cá móm.

## các loài
- Eucinostomus argenteus S. F. Baird & Girard, 1855 (cá móm bạc)
- Eucinostomus currani Zahuranic, 1980
- Eucinostomus dowii (T. N. Gill, 1863)
- Eucinostomus entomelas Zahuranic, 1980
- Eucinostomus gracilis (T. N. Gill, 1862)
- Eucinostomus gula (Quoy & Gaimard, 1824)
- Eucinostomus harengulus Goode & T. H. Bean, 1879
- Eucinostomus havana (Nichols, 1912) (cá móm mắt to)
- Eucinostomus jonesii (Günther, 1879)
- Eucinostomus melanopterus (Bleeker, 1863)